# هنري دي وولف
هنري دي وولف هو مدير رياضي ‏ بلجيكي، ولد في 17 أغسطس 1936 في دينز ‏ في بلجيكا.

## وصلات خارجية
- هنري دي وولف على موقع أرشيف الدراجات (الإنجليزية)
- هنري دي وولف على موقع إحصائيات الدراجات الإحترافية (الإنجليزية)
- هنري دي وولف على موقع CycleBase (الإنجليزية)